# Дубровнишки говор
Дубровнишкият диалект е най-слабо разпространеният днешен хърватски говор. Разпространен е по дубровнишкото крайбрежие.
Този диалект се говори изключително в т.нар. сръбско поморие – около Дубровник. Според Далибор Брозович това е говор, т.е. субдиалект, а не диалект на хърватския, и въобще хърватския език. Разпространен е от Янина в Далмация до хърватската граница с Черна гора досами Которския залив. Класифициран е като йекавски младощокавски изговор (млад ще рече нововъзникнал) в най-южната част на т.нар. млад икавски диалект. Сред него са доста разпространени чакавизмите и икавизмите.
При и за формирането му роля е изиграла Дубровнишката република със своя далматински език. Също така върху говора има венецианско и немско езиково влияние. В този смисъл, този говор представлява особен интерес за диалектолозите. Също така хърватската диалектология го разглежда в исторически аспект във връзка с източнобосненския старощокавски говор и т.нар. западнощокавски босненски и хърватски говори, разпространени по долното течение на Неретва и т.нар. Макарска ривиера в рамките на младия икавски диалект. Хърватската диалектология разглежда всички тези говори в Западна Босна и Херцеговина като хърватски, понеже преди османското завоюване на тези земи тук не е имало сърби и бошняци, а те са били разселвани след 16 век по цялото протежение на военната граница.
Според Далибор Брозович този субдиалект се е най-добре запазил в Цавтат, а не в зародилия го Дубровник, понеже днес Дубровник представлява коктейл от говори.
Основа за създаването на общия сърбохърватски език е именно този говор, който е йекавски щокавски (срещани и в сръбския и в хърватския), което положение е залегнало в подписания през 1850 г. Виенски книжовен договор.